# باشگاه فوتبال دپورتیوو مارکوئنزه
باشگاه فوتبال دپورتیوو مارکوئنزه یا به زبان ساده مارکوئنزه، یک باشگاه فوتبال حرفه‌ای گواتمالایی است که در سن مارکوس، شهرستان سن مارکوس واقع شده است. آنها در لیگ ناسیونال، بالاترین سطح فوتبال گواتمالا، رقابت می‌کنند. ورزشگاه خانگی آنها ورزشگاه مارکوئسا ده لا انسنادا است.